# Sophronius Lichud

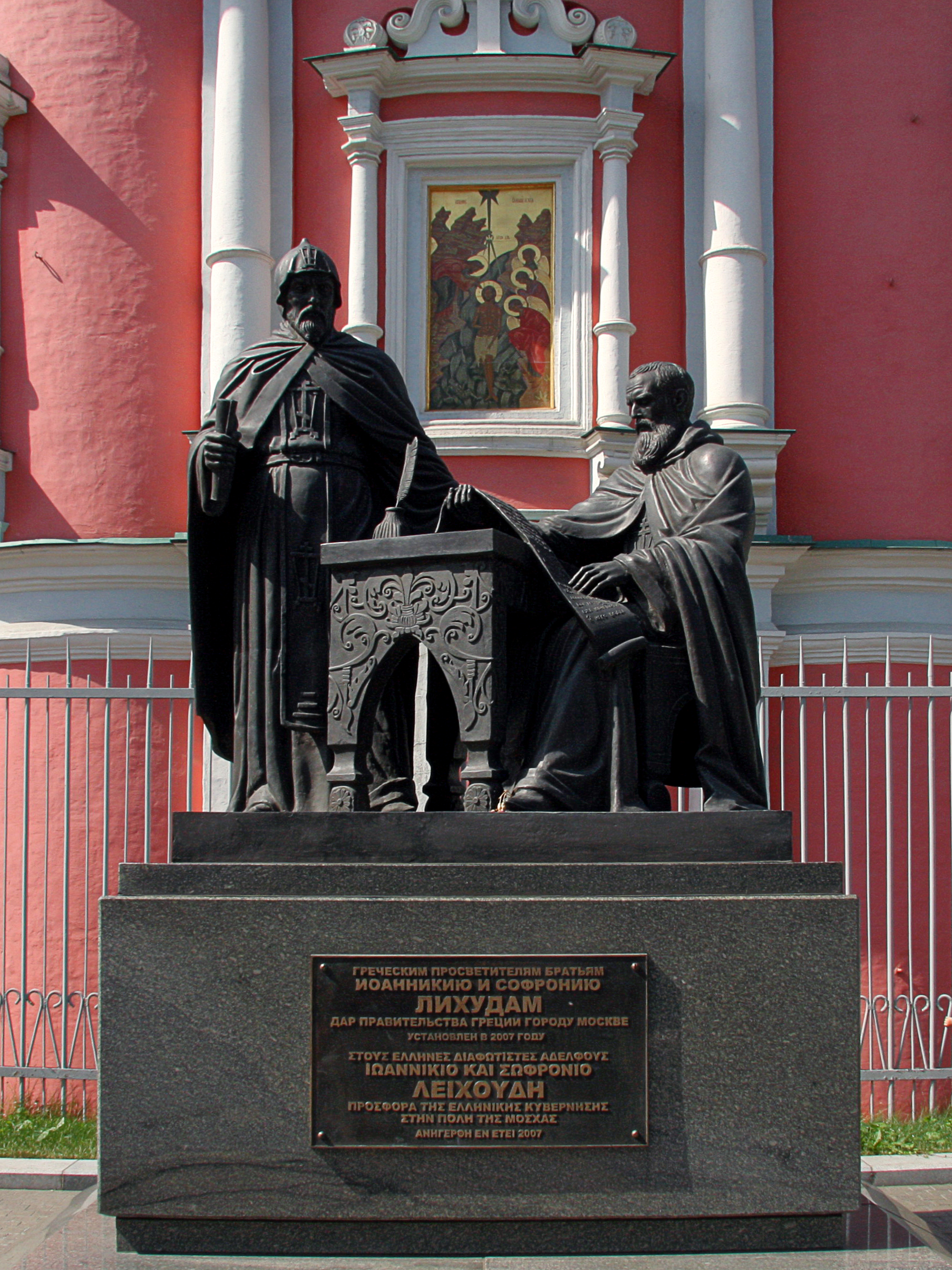
Im Jahr 2007 errichtetes Denkmal der Gebrüder Lichud in Moskau am Epiphanias-Kloster

Sophronius Lichud (russisch Софроний Лихуд, Transkription: Sofroni Lichud; * 1652 auf Kefalonia; † 15. Juni 1730 in Solotschin (Oblast Rjasan)) war wie sein Bruder Joanniki Lichud ein russischer Philosoph, Logiker und Rhetoriker griechischer Herkunft (siehe Griechische Minderheit in Russland). Er gehört zu den frühen Vertretern der Aufklärungsbewegung in Russland.
Der Patriarch Konstantinos Leichoudes war ein Vorfahre von Lichud.
Sophronius Lichud wurde auf Kefalonia auf den Namen Spiridon getauft. 1662 wurde er nach Padua geschickt und studierte dort neun Jahre lang unter Hieromonachos Gerassim Walach Schöne Wissenschaften, Philosophie und griechisch-katholische Theologie. Nach Abschluss des Studiums, der darauffolgenden Tonsur und seiner Heimkehr arbeitete er vier Jahre lang als Volksschullehrer auf Kefalonia.
Danach reiste er durch griechische Städte, bis er schließlich zusammen mit seinem Bruder nach Istanbul aufbrach, um sich dort zum griechisch-orthodoxen Priester weihen zu lassen. Dort nahmen die beiden das Angebot an, in Moskau ihrem Beruf nachzugehen. Sie erreichten Moskau am 6. März 1685 und unterrichteten in den folgenden Jahren die Kinder des russischen Adels. Durch großzügige Spenden konnten sie sich ein eigenes Schulgebäude errichten lassen, in dem sie ab 1687 unterrichteten. Die später als Moskauer Geistliche Akademie bekannte Einrichtung war die erste Hochschule in Moskau.
1690 wurde Sophronius wegen des Religionsstreites zwischen römisch-katholischer und der orthodoxen Kirche zusammen mit seinem Bruder in das Ipatios-Kloster bei Kostroma verbannt. 15 Jahre später konnte er auf Veranlassung von Zar Peter I. nach Moskau zurückkehren und nahm wieder seine Lehrtätigkeit auf.
Er verfasste das erste in Russland herausgebrachte Lehrbuch der Logik in lateinischer Sprache. Es basierte im Wesentlichen auf den Syllogismen von Aristoteles und der Philosophie von Thomas Hobbes. In der Erkenntnis unterschied Lichud drei verschiedene Phasen: Wahrnehmung, Urteil und Schluss.

## Werke
- Яснейшее изложение всего логического действования (Klare Darlegung allen logischen Operierens)[2]
- Философии и реторики (Philosophie und Rhetorik)[3]